# Comuna Sasanivka, Polonne
Sasanivka (în ucraineană Сасанівка) este o comună în raionul Polonne, regiunea Hmelnîțkîi, Ucraina, formată din satele Kraceanivka și Sasanivka (reședința).

## Demografie
Componența lingvistică a comunei Sasanivka
     Ucraineană (98,43%)
     Rusă (1,42%)
     Alte limbi (0,16%)
Conform recensământului din 2001, majoritatea populației comunei Sasanivka era vorbitoare de ucraineană (98,43%), existând în minoritate și vorbitori de rusă (1,42%).